# Groupe de M51
Le groupe de M51 est un groupe de galaxies situé dans la constellation des Chiens de chasse. Le groupe est nommé d'après la galaxie M51, aussi nommée galaxie du Tourbillon, la plus brillante des galaxies en son sein,,,.
Le groupe de M51 comprend au moins 10 galaxies situées dans la constellation des Chiens de chasse. La distance moyenne entre ce groupe et la Voie lactée est d'environ 6,23 Mpc (∼20,3 millions d'al). 
Quatre galaxies de ce groupe font également partie du groupe de M101 (NGC 5023, M63 (NGC 5055), M51 (NGC 5194) et NGC 5195), un groupe plus vaste décrit par Abraham Mahtessian. Le groupe de M101 compte plus de 80 galaxies. IC 4263 se retrouve dans la liste de Garcia, mais comme cette galaxie est à presque 125 millions d'années-lumière de la Voie lactée, il s'agit manifestement d'une erreur.

## Distance du groupe de M51
Plusieurs galaxies de ce groupe sont rapprochées du Groupe local et on obtient systématiquement avec la loi de Hubble une distance différente à celles obtenues par des méthodes indépendantes du décalage en raison de leur mouvement propre. Les distances obtenues de la loi de Hubble vont de 5,60 Mpc à 10,4 Mpc avec une moyenne de 7,66 ± 1,91 Mpc (∼25 millions d'al). Plusieurs mesures indépendantes du décalage existent pour les neuf galaxies du groupe. La moyenne de ces mesures donnent 6,59 ± 2,12 Mpc (∼21,5 millions d'al)

## Groupes voisins
Le groupe de M51 est situé au sud-est du groupe de M101 et du groupe de NGC 5866. Les distances de ces trois groupes (déterminées à partir des distances des galaxies individuelles) sont voisines, ce qui suggère que le groupe de M51, le groupe de M101, et le groupe de NGC 5866 font en fait partie d'une grande structure lâche et allongée. Cependant, la plupart des méthodes d'identification des groupes (dont celles utilisées dans les références citées ci-dessus) considèrent ces trois groupes comme des entités séparées.

## Membres
Le tableau ci-dessous liste les 10 galaxies du groupe indiquées dans l'article de A.M. Garcia paru en 1993. La galaxie IC 4263 occupe la dernière ligne du tableau et sa distance n'est pas prise en compte dans la distance moyenne des galaxies du groupe.
| Nom            | Class.      | Type                           | α (J2000.0)   | δ (J2000.0) | Vitesse radiale (km/s) | m     | Distance (Mpc) | Diamètre (kal) | D (Mpc)     |
| -------------- | ----------- | ------------------------------ | ------------- | ----------- | ---------------------- | ----- | -------------- | -------------- | ----------- |
| NGC 5023       | Scd?        | Spirale                        | 13h 12m 12.6s | 44° 02′ 28″ | 407 ± 1                | 12,3  | 8,92 ± 0,66    | 68             | 9,46 ± 3,35 |
| NGC 5055 (M63) | SA(rs)bc    | Spirale                        | 13h 15m 49.3s | 42° 01′ 45″ | 500 ± 1                | 8,6   | 10,4 ± 0,8     | 110            | 7,71 ± 1,58 |
| NGC 5194 (M51) | SA(s)bc pec | Spirale                        | 13h 29m 52.7s | 47° 11′ 43″ | 460 ± 2                | 8,4   | 9,34 ± 0,68    | 77             | 7,22 ± 2,13 |
| NGC 5195       | SB0_1 pec   | Lenticulaire                   | 13h 29m 59.6s | 47° 15′ 58″ | 455 ± 1                | 9,6   | 9,26 ± 0,67    | 48             | 7,22 ± 2,17 |
| NGC 5229       | SB(s)d?     | Spirale barrée                 | 13h 34m 02.8s | 47° 54′ 56″ | 359 ± 1                | 13,7  | 7,76 ± 0,57    | 33             | 9,45 ± 2,46 |
| UGC 8215       | Im          | Irrégulière naine magellanique | 13h 08m 03.6s | 46° 49′ 41″ | 218 ± 0                | 15,00 | 5,98 ± 0,46    | 4,5            | 4,71 ± 0,83 |
| UGC 8308       | Im          | Irrégulière naine magellanique | 13h 13m 22.8s | 46° 19′ 22″ | 163 ± 0                | 14,3  | 5,17 ± 0,41    | 4,9            | 4,00 ± 0,41 |
| UGC 8320       | IBm         | Irrégulière naine magellanique | 13h 14m 27.9s | 45° 55′ 09″ | 192 ± 1                | 12,4  | 5,60 ± 0,44    | 18             | 4,36 ± 0,93 |
| UGC 8331       | IAm         | Irrégulière naine magellanique | 13h 15m 30.3s | 47° 29′ 56″ | 260 ± 5                | 14,2  | 6,49 ± 0,50    | 15             | 5,15 ± 1,73 |
| IC 4263 A      | SB(s)d?     | Spirale barrée                 | 13h 28m 33.2s | 46° 55′ 38″ | 2712 ± 3               | 14,5  | 42,6 ± 3,0     | 78             | 40,2 ± 2,6  |

- A Ne fait sûrement pas partie de ce groupe.

Le site DeepskyLog permet de trouver aisément les constellations des galaxies mentionnées dans ce tableau ou si elles ne s'y trouvent pas, l'outil du site constellation permet de le faire à l'aide des coordonnées de la galaxie. Sauf indication contraire, les données proviennent du site NASA/IPAC.